# Allylisothiocyanat
Allylisothiocyanat (AITC) ist ein organischer ungesättigter Stoff, der der Gruppe der Allylverbindungen mit der Formel H2C=CH–CH2–R zugeordnet werden kann. Gleichzeitig kann er als Ester der unbeständigen Isocyansäure HN=C=S angesehen werden.

## Vorkommen

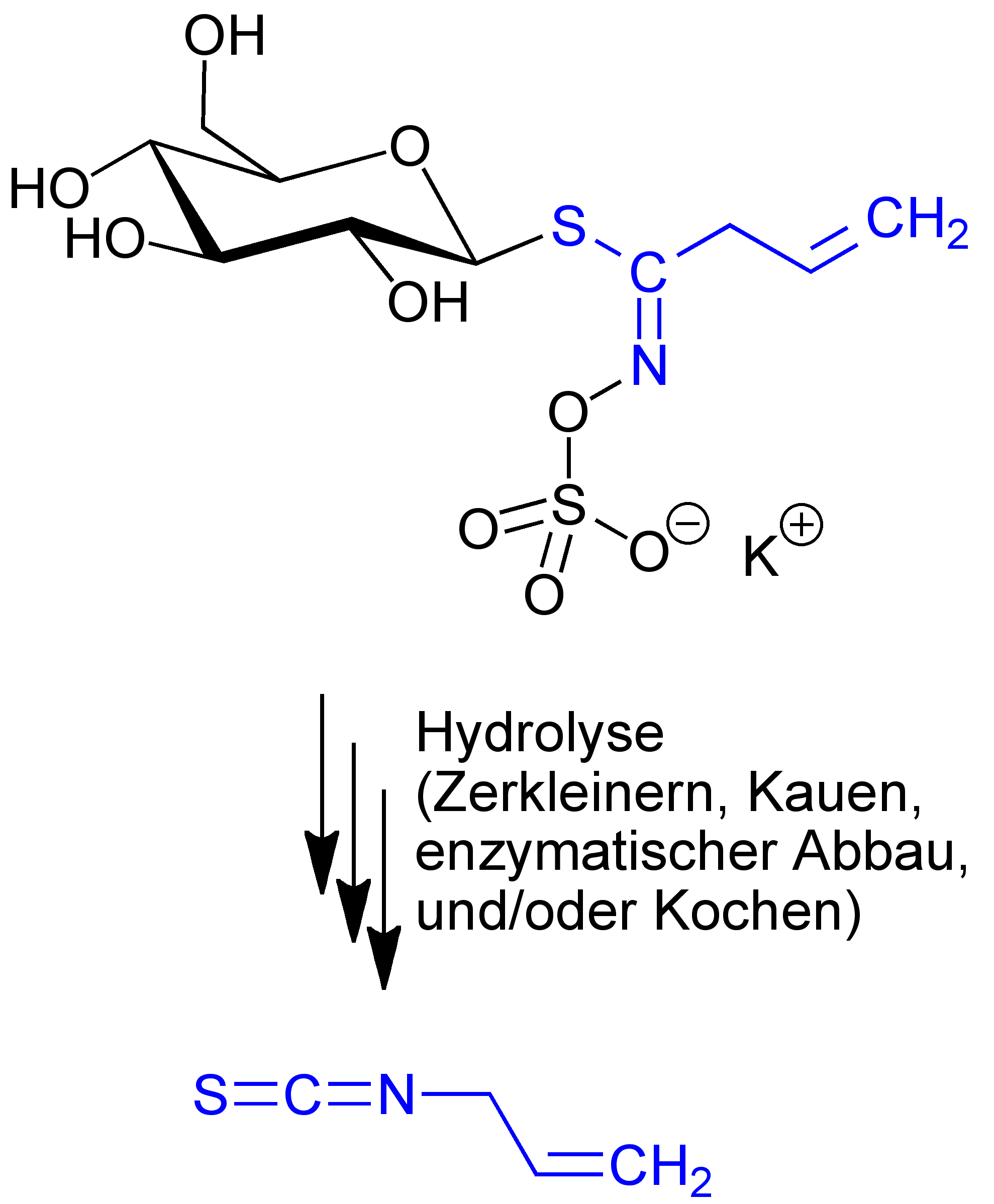
Allylisothiocyanat (unten, blau markiert) bildet sich bei der Hydrolyse von Sinigrin, einem Pflanzeninhaltsstoff (z. B. von Knoblauchsrauke oder von Schwarzem Senf).

Allylisothiocyanat kommt frei in der Natur nicht vor. Es bildet sich bei der enzymatischen Umsetzung des Senfölglycosids Sinigrin, das mit einem Gehalt von über 95 % Hauptbestandteil des Senföls des Schwarzen Senfs (Brassica nigra) ist. Es wird daher auch als Allylsenföl bezeichnet. Die Freisetzung der Verbindung erfolgt durch eine Hydrolyse bei der Nahrungsaufnahme oder Verarbeitung z. B. durch Kochen. Allylisothiocyanat ist – neben anderen Inhaltsstoffen – verantwortlich für den scharfen Geschmack von Senf, Meerrettich und Wasabi.

## Geschichte
Erste Synthesen der Verbindung wurden vom schweizerischen Chemiker Otto Billeter und dem deutschen Chemiker Gustav Theodor Gerlach im Jahr 1875 beschrieben.

## Darstellung und Gewinnung
Die technische Herstellung von Allylisothiocyanat erfolgt durch die Umsetzung von Allylchlorid mit Kaliumthiocyanat.
{\displaystyle \mathrm {CH_{2}{=}CHCH_{2}Cl+KSCN\rightarrow CH_{2}{=}CHCH_{2}N{=}C{=}S+KCl} }
Weiterhin kann die Verbindung leicht durch eine Isomerisierung von Allylthiocyanat durch Erhitzen bzw. Destillation erhalten werden.
{\displaystyle \mathrm {CH_{2}{=}CHCH_{2}S{=}C{=}N\rightarrow CH_{2}{=}CHCH_{2}N{=}C{=}S} }
Chemisch hergestelltes Allylisocyanat wird auch als Synthetisches Senföl bezeichnet.

## Eigenschaften
Allylisothiocyanat ist ein farbloses bis schwach gelbliches, wasserdampfflüchtiges und optisch inaktives Öl von stechendem Geruch. Es ist schwer wasserlöslich, aber mischbar mit den organischen Lösungsmitteln Ethanol, Diethylether und Benzol. Allylisothiocyanat ist sehr reaktiv. Bereits von kaltem Wasser wird es binnen weniger Minuten zu Allylamin hydrolysiert. Es ist empfindlich gegen Licht, Luft, Wärme und Schwermetalle. Bei längerem Stehen zerfällt es unter Bildung einer orangerot gefärbten Substanz.

## Verwendung
- Mutagenes Insektengift
- Keimhemmungsmittel für Weizen, Erbsen, Raps, Salat (Lebensmittelprodukte wie z. B. Japanische Tubenmeerrettiche)
- Aroma für Lebensmittel, z. B. Fruchtsenfsauce
- Synthese von Kampfstoffen
- Krebsbekämpfung: In einer Studie war Senfsamenpulver in vitro hochwirksam gegen Blasenkrebs-Zellen. Da Allylisothiocyanat mit dem Urin ausgeschieden wird, scheint eine Anwendung des Pulvers in vivo bei Blasenkrebs vielversprechend.[10]